# Lenkoran
Lenkoran (azerski: Lənkəran) je jedan od republičkih gradova, pod izravnom upravom države Azerbajdžan. Iako je potpuno okružen istoimenom pokrajinom (Lenkoranski rajon), grad je administrativno odvojen od ove pokrajine. 

## Zemljopisne odlike
Lenkoran, jedan od najstarijih gradova Azerbajdžana, nalazi se na jugozapadnoj obali Kaspijskog mora, gdje se rijeka Lenkoran ulijeva u Kaspijsko more. Smješten je na jugu Azerbajdžana, u blizini granice s Iranom. U blizini Lankorana nalaze se pješčane plaže, a mineralnih izvori Andjina nalaze se 12 km zapadno od grada. U okolici grada su ogromna područja nacionalnih parkova, kao što su Državni rezervat Gizil-Agač i Nacionalni park Hirkan, u kojima se čuvaju raznovrsne flore i faune. 
Lankoran ima vlažnu suptropsku klimu koja graniči s mediteranskom klimom. Lankoran ima hladne, vlažne zime i vrlo topla i vrlo vlažna ljeta. Maksimalna godišnja količina oborina od 1.600 do 1.800 mm je najveća količina padalina u Azerbajdžanu.

## Povijest
Grad je izgrađen na močvari uz sjevernu obalu rijeke koja nosi ime grada. Na području se nalaze ostaci ljudskih naselja iz neolitika, te ostaci utvrđenih sela iz brončanog i željeznog doba.
Sa smrću Afšaridskog perzijskog šaha Nader-šaha Afšara, Sajid Abas, čiji su preci bili članovi iranske dinastije Safavid, osnovao je Tališki kanat (1747. – 1828.) koji je od tada vazal perzijskog carstva.
Tijekom rusko-perzijskog rata 1804.-1813., general Pjotr Kotljarevski je poveo najjužniji ruski kontingent u ratu, te osvaja Lankoransku utvrdu 13. siječnja 1813. god. Kadžari će kasnije ponovno zauzeti grad tijekom rusko-perzijskog rata 1826. – 1828., ali su ga morali vratiti nakon Sporazuma iz Turkmenčaja (1828.), koji je doveo do konačnog kraja perzijskog utjecaja na Zakavkazju.
Nakon što je ušla u Rusko Carstvo, Lankoran je postao dio Azerbajdžanske sovjetske socijalističke republike nakon Oktobarske revolucije 1917. i kratkog vremena kao dio Azerbajdžanske demokratske republike. God. 1991., nakon raspada Sovjetskog Saveza, postao je dio nezavisnog Azerbajdžana.

## Stanovništvo
U 2009. godini broj stanovnika grada iznosio je 49.970, od čega je 49% ukupne populacije činile žene, a 51% muškarci. Stanovništvo raste uglavnom zbog prirodnog rasta. Prema procjeni iz 2018. godine, ukupan broj stanovnika grada bio je 52.534. Lankoran je dom najveće azerbejdžanske zajednice naroda Tališi, te oni čine 80,54% stanovništva, dok Azeri čine 19,54%, a Rusi 0,19%.
| 1885. | 2009.  | 2014.  | 2018.  |
| ----- | ------ | ------ | ------ |
| 5.559 | 49.970 | 51.300 | 52.534 |

## Gospodarstvo
Dominantne grane u gospodarstvu Lankorana su povrtlarstvo, uzgoj čaja, uzgoj riže, stočarstvo, agrumi, pčelarstvo, ribarstvo i uzgoj žitarica. Povoljna vlažna suptropska klima, raspoloživost dobrih obradivih površina, voda i dovoljni radni resursi grada pružaju dobru osnovu za poljoprivredne aktivnosti kao i za razvoj poljoprivredno-prerađivačkih poduzeća. Grad je također dom prve azerbejdžanske tvornice čaja, izgrađene 1937.

## Gradovi prijatelji
- Cerveteri, Italija
- İskenderun, Turska
- Monterrey, SAD

## Vanjske poveznice
|  | Zajednički poslužitelj ima još gradiva o temi Lenkoran |

- Službene stranice grada (az.)
- Sveučilište Lenkoran (engl.)